# Abdeljalil Jbira
Abdeljalil Jbira (arab. ‏عبد الجليل جبيرا‎; ur. 14 marca 1990 w Marrakeszu) – marokański piłkarz, grający na pozycji obrońcy. W sezonie 2020/2021 zawodnik Rai Casablanca. W latach 2014–2018 reprezentant kraju.

## Kariera

### Kariera klubowa
Wychowanek Kawkabu Marrakesz. Od 2011 roku do 2013 roku grał w GNF 2 (drugiej lidze), nie ma danych o grach tamże. W najwyższej klasie rozgrywkowej Maroka zadebiutował 4 października 2013 roku w meczu przeciwko Hassanii Agadir, wygranym 3:4,  Abdeljalil Jbira zaliczył też asystę. Asystował w 69. minucie spotkania przy golu na 2:3. Jedyną bramkę strzelił 17 listopada 2013 roku, w spotkaniu przeciwko Moghrebowi Tétouan, wygranym 2:1. Abdeljalil Jbira do siatki trafił w 61. minucie. Łącznie w Marrakeszu Abdeljalil Jbira rozegrał 21 meczów, raz strzelił gola i dwukrotnie asystował.
1 lipca 2014 roku trafił do Rai Casablanca. W największym mieście kraju zadebiutował 23 września 2014 roku, w meczu przeciwko Moghrebowi Tétouan, zremisowanym 1:1. 7 marca 2015 roku po raz pierwszy trafił do siatki, w mecz przeciwko Olympique Khouribga, wygranym 0:1. Abdeljalil Jbira strzelił gola w 92. minucie. Pierwszą asystę zaliczył 31 października 2015 roku, w meczu przeciwko Maghrebowi Fez, wygranym 3:0. Abdeljalil Jbira asystował przy golu w 87. minucie. Z Rają zdobywał takie trofea jak: Puchar Maroka (sezon 2016/2017), Afrykański Puchar Konfederacji (2018 rok), Afrykański Super Puchar (sezon 2018/2019) i mistrzostwo Maroka (sezon 2019/2020). W klubie z największego miasta Maroka rozegrał 139 meczów (101 ligowych), strzelił 4 gole i piętnastokrotnie asystował.

### Kariera reprezentacyjna
Abdeljalil Jbira w ojczystej reprezentacji zadebiutował 7 września 2014 roku w meczu towarzyskim przeciwko Libii, wygranym 4:0. W latach 2014–2018 rozegrał 11 meczów, z czego 10 pod egidą FIFA.